# Marco Zero (EP)

Marco Zero  é um EP da banda Marcozero lançado em 2016. É o primeiro EP da banda.
Traz a música inédita O Amanhã além da já conhecida Da Sua Vida. O EP foi gravado em dois momentos, Da Sua Vida, em 2012 e O Amanhã em 2015.

## Faixas
Todas as letras escritas por Marco Prates, todas as músicas compostas por Marco Prates.
| N.º            | Título         | Letras         | Música         | Duração |  |
| 1.             | "Da Sua Vida"  | Marco Prates   | Marco Prates   | 5:24    |  |
| 2.             | "O Amanhã"     | Marco Prates   | Marco Prates   | 4:40    |  |
| Duração total: | Duração total: | Duração total: | Duração total: | 10:00   |  |

## Formação
- Marco Prates - vocal, guitarra e violão
- Guilherme Fialho - guitarra
- Fábio Duarte - bateria
- Gabriel Severo - baixo

Músicos convidados
- Vini Bancke - violão e teclado em O Amanhã

## Ficha Técnica
- Gravação por Vini Bancke
- Mixagem por Vini Bancke
- Masterizado por Vini Bancke